# الموت بلا كرامة
الموت بلا كرامة: قصة أول مؤسسة تمريض منزلية تم اتهامها بالقتل (بالإنجليزية: Death Without Dignity: The Story of the First Nursing Home Corporation Indicted for Murder)‏، وهو كتاب حقيقي غير خيالي عن جريمة للمؤلف الأمريكي ستيفن لونغ، صدر الكتاب في عام 1987 من قبل مطبعة تكساس الشهرية. كان كتاب لونغ الأول، وقد كتبه بينما كان ناشرًا ومحررًا للجريدة الأسبوعية البديلة بين.